# Селяхи (Чернинский сельсовет)
Селяхи́ (бел. Селяхі) — деревня в Брестском районе Брестской области Беларуси. Входит в состав Чернинского сельсовета.

## География
Деревня расположена примерно в 10 км к северо-востоку от центра города Бреста. В 6 км юго-восточнее деревни расположена платформа Кошелево железнодорожной линии Барановичи — Брест. В 3,5 км южнее деревни Селяхи проходит автомагистраль М1. Ближайшие населённые пункты — деревни Климовичи, Черни, Бердичи и Большая Курница.

## История
В XIX веке — деревня Брестского уезда Гродненской губернии. Входила в состав имения Черни, которым владел П. Ягмин. По ревизии 1858 года — 119 душ крестьян. В 1905 году — деревня Косичской волости Брестского уезда.
Согласно Рижскому мирному договору (1921) деревня вошла в состав межвоенной Польши, где принадлежала гмине Косичи Брестского повета Полесского воеводства. В ней было 15 дворов.
С 1939 года в составе БССР.